# Almafuerte (Córdoba)

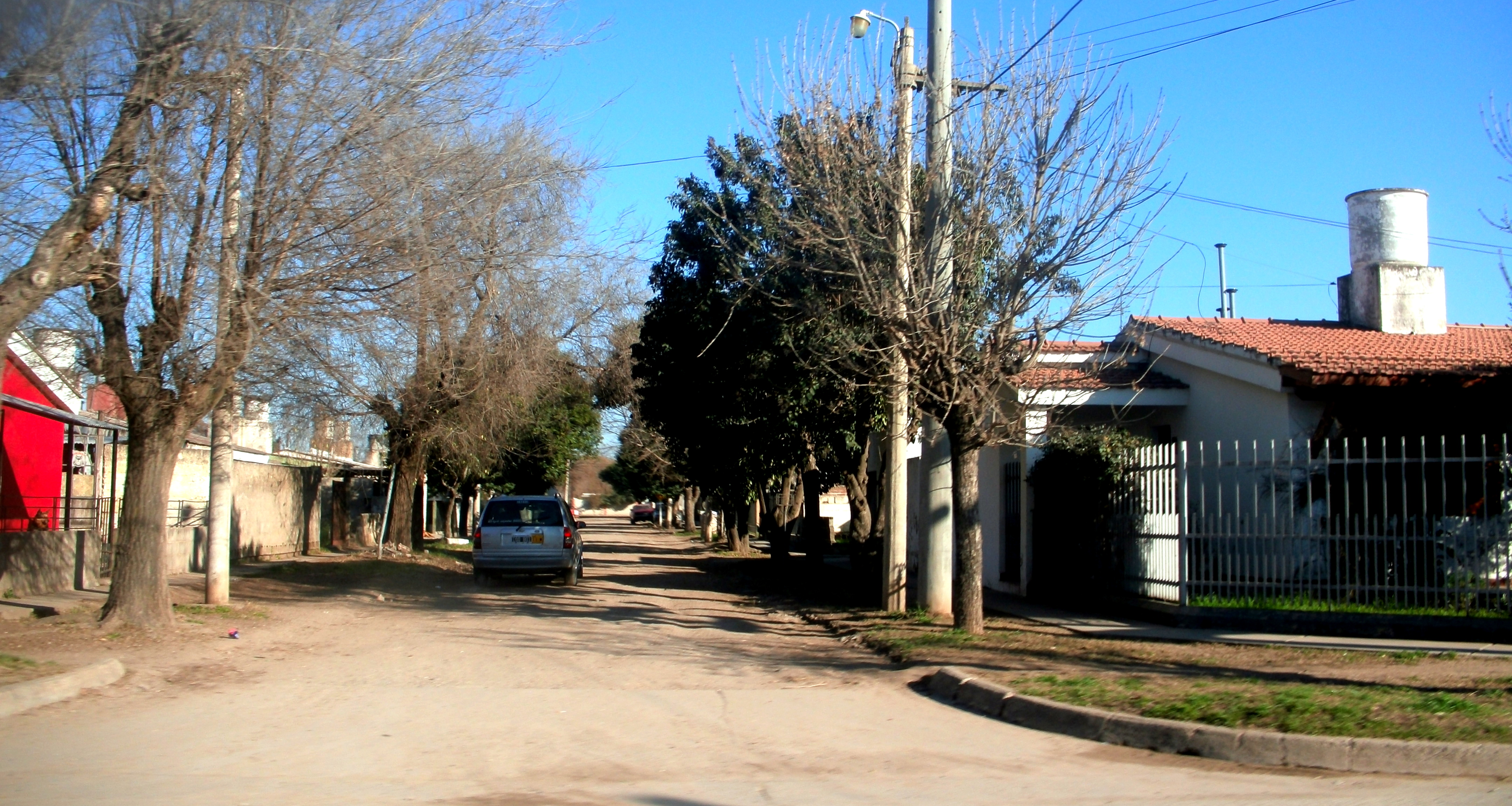
Calle de barrio de Almafuerte

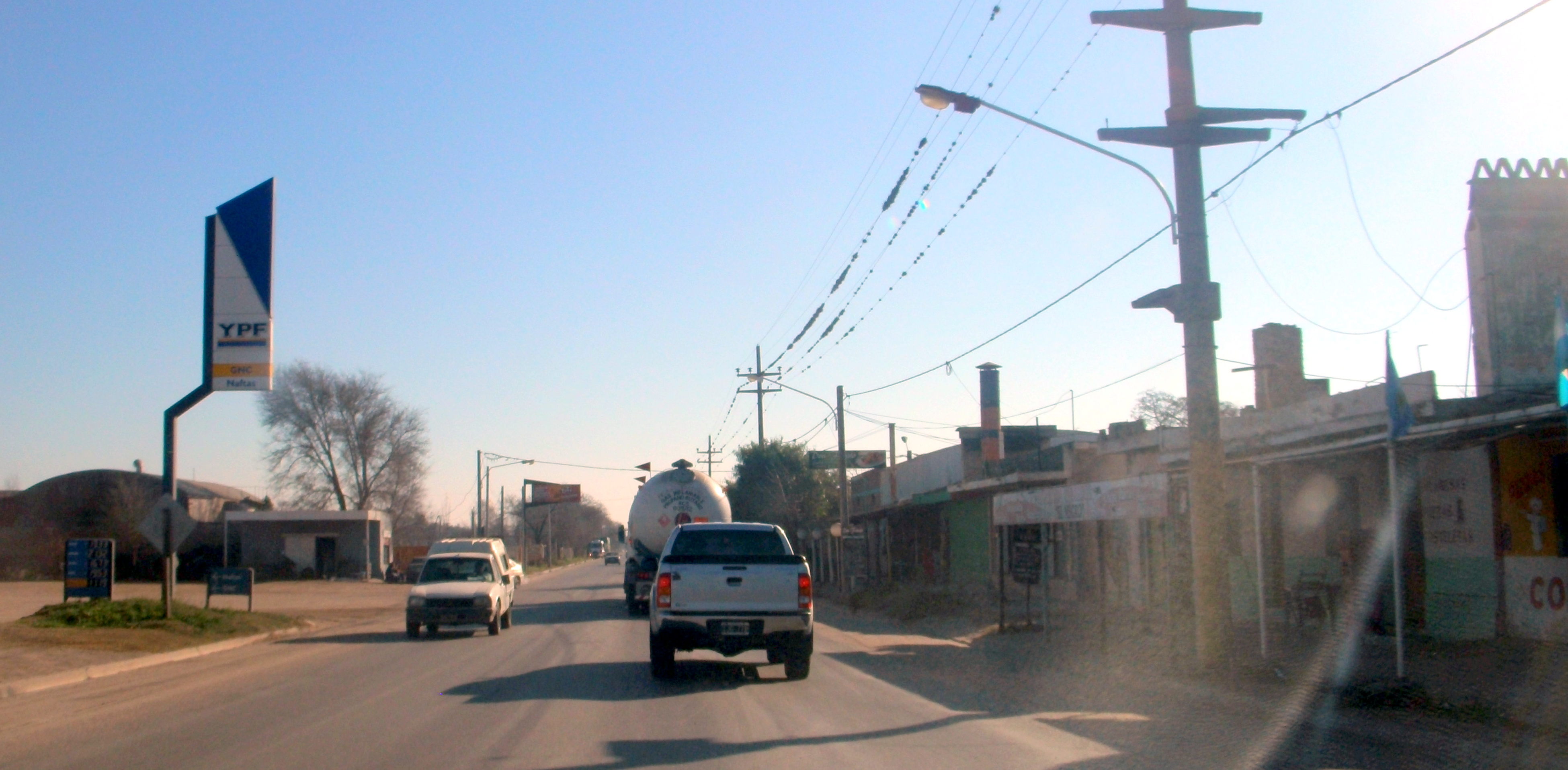
Avenida principal que calza con la ruta

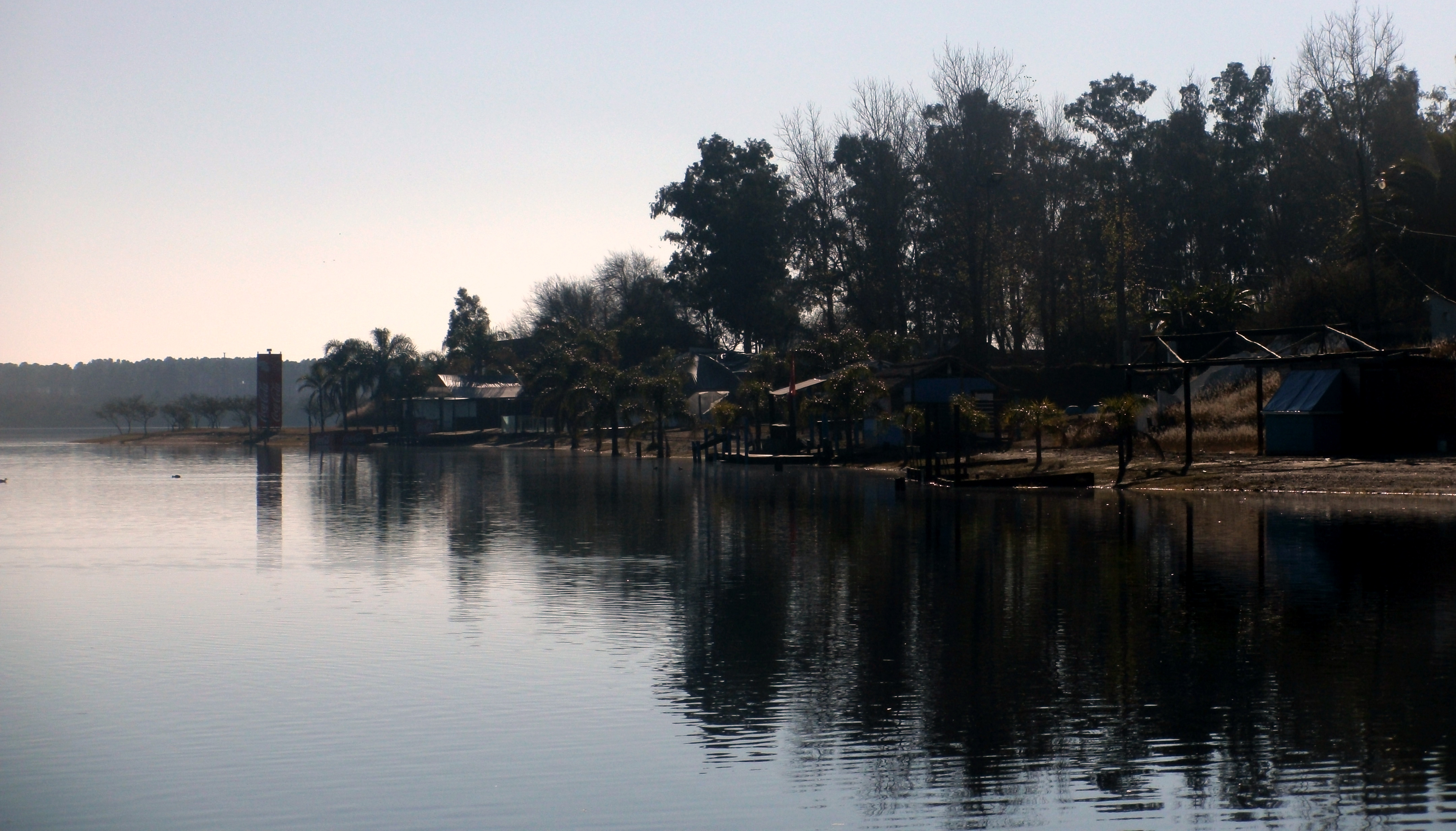
Parque recreativo a orillas del embalse Piedras Moras

Almafuerte es una ciudad en la región central de la provincia argentina de Córdoba, en la parte occidental del departamento Tercero Arriba, caracterizada por las actividades agropecuarias y la industria metalúrgica.
Está comunicada por la Ruta Nacional RN 36, que la vincula con capital, situada a 106 km hacia el norte, y con Río Cuarto, 2ª ciudad de la provincia, unos 110 km hacia el sur. Además se encuentra a sólo 18 km de la ciudad industrial de Río Tercero y a 20 km de la Ciudad de Embalse, que la conecta al corredor turístico del Valle de Calamuchita.
Almafuerte se caracteriza por ser la única localidad de la República Argentina en poseer un lago propio, el Lago Piedras Moras, calificado por el Instituto Nacional del Agua (INA) como el espejo de agua más limpio y preservado de la provincia.
Surge en septiembre de 1912, en que se comienzan a vender los primeros terrenos, al lotearse parte de la Estancia La Ventura, de propiedad del fundador Dr. Pedro C. Molina, tras la demorada llegada del ferrocarril. 
Esta localidad se identifica por ser una ciudad pre-diseñada, con un plano similar al de la ciudad de La Plata, su trazado urbano cuenta con una plaza central de cuatro manzanas, atravesada por cuatro avenidas en diagonal de 20 m de ancho.

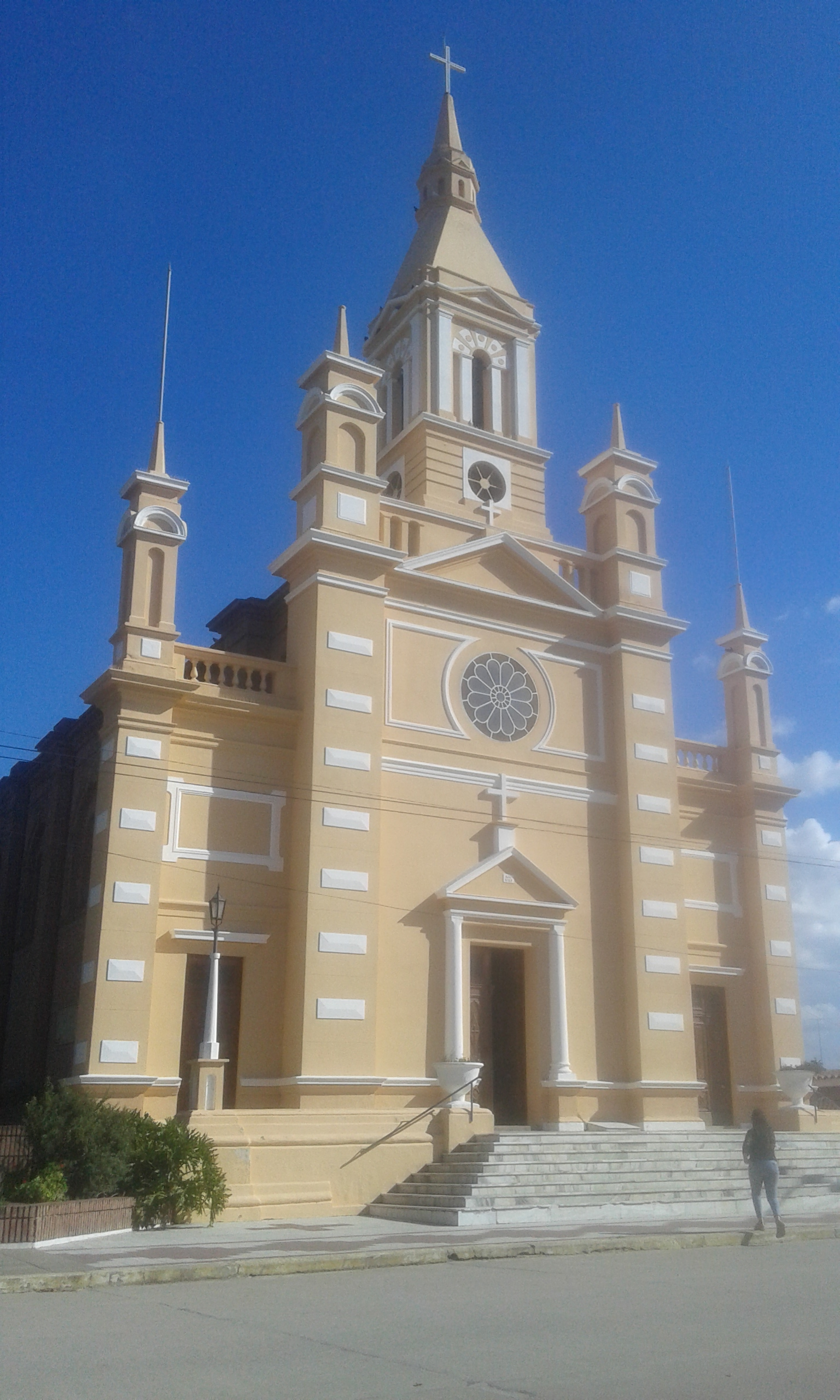
Iglesia

Los dos hitos que signaron el progreso de la población fueron: la fundación de la Cooperativa de Servicios Públicos Almafuerte Ltda, en 1931; y la declaración de Municipio, alcanzada en 1953.
En las inmediaciones de la población (3 km al norte) se ha construido en la década de 1970, la Presa Piedras Moras, sobre el río Ctalamochita o Tercero, que forma un importante lago, utilizado para producción de energía hidroeléctrica y actividades turísticas (pesca y deportes náuticos sin motor).

## Toponimia
Algunos consideraron que Almafuerte lleva ese nombre, por la relación de amistad entre el poeta Pedro Bonifacio Palacios "Almafuerte", con el fundador de la ciudad, Pedro C. Molina. Pero no es así. Ni siquiera existe seguridad de que Molina y Palacios hayan sido amigos. Molina era abogado, escritor y periodista. En Córdoba, era el propietario del diario La Libertad, en donde planteaba sus ideas políticas (fue uno de los fundadores de la Unión Cívica Radical). Aquellas columnas que escribía Molina en su propio diario, eran firmadas con el seudónimo "Alma Fuerte", por separado. Cuando fundó el pueblo que se levantó en sus tierras, este tomó aquel seudónimo, pero uniendo ambas palabras. Así resultó "Almafuerte". Un detalle: Molina diseñó a su pueblo con un centro cívico, y cuatro avenidas que partían de manera diagonal y terminaban en idéntico número de plazas. Se dice que adoptó el modelo del plano de La Plata, capital provincial de Buenos Aires; de donde su esposa era oriunda.

## Educación
La ciudad cuenta con 7 escuelas, tres de ellas primarias, tres para el cursado del secundario y una que cuenta con los cuatro niveles educativos: inicial,primario, secundario y terciario(Profesorado de Educación Primaria). Además cuenta con La Universidad Empresarial Siglo 21.

## Población
Cuenta con 13 136 habitantes (Indec, 2022), lo que representa un leve incremento frente a los 11 845 habitantes (Indec, 2010) del censo anterior. 
| Gráfica de evolución demográfica de Almafuerte entre 1980 y 2022 |
|                                                                  |
| Fuente: Censos nacionales del INDEC                              |

### Barrios
La ciudad cuenta con 12 Barrios: 
- Barrio Las Heras
- Barrio General Arenales
- Barrio Manuel Belgrano
- Barrio Mariano Moreno
- Barrio Villa El Salto
- Barrio Parque
- Barrio Tierras del Fundador (Piedras Moras)
- Barrio Pinares
- Barrio Sol de Mayo
- Barrio Belgrano 2°
- Barrio Eva Perón
- Barrio Tierras del Este

## Turismo

### Playa del rio en Almafuerte
Ubicado a 3 km de la ciudad, sobre la Ruta Provincial 6 (Córdoba) se halla el balneario Municipal de Almafuerte. La claridad de sus aguas y las sombras de sus añejas arboledas hacen del mismo un lugar ideal para disfrutar en familia.
Posee áreas de acampe, luz eléctrica, mesas y bancos, asadores, proveeduría, juegos infantiles y una gran pileta de natación, con actividades diarias para niños y grandes. Los fines de semana cuenta con espectáculos.

### Playa del Lago Piedras Moras
A la vera del Lago Piedras Moras se encuentran varias playas (concesionadas) que cuentan con servicios de bar, restaurante, baños públicos, asadores y escuela de embarcaciones a velas (ya que no está permitido el uso de embarcaciones con motor). 
Sobre los 800 m de playa de finas arenas los visitantes pueden disfrutar de 7 paradores destinados a ofrecer al turista servicios de gastronomía, tanto de día como de noche. Los paradores complementan su carta gastronómica con espectáculos para todas las edades. Durante el día y la noche los visitantes disfrutan de música en vivo, cenas temáticas, juegos de playa para los niños, recitales, paseos en kayak y/o vela, eventos deportivos, entre otros entretenimientos. Los más destacados son:
- Espacio Multieventos Punto Morada. Destinado a usos múltiples, nace de la necesidad de contar con un salón destinado a la organización de eventos sociales, culturales, musicales, artísticos, educativos y empresariales. Instituciones, empresas y privados cuentan con un lugar de características únicas por el entorno y paisaje que lo envuelven, tanto desde su galería como desde el interior del salón puede observarse el lago piedras moras como testigo inmutable de belleza singular.
- Club de Vela. Creado para promover y alentar la navegación deportiva a vela y los deportes acuáticos.[3]
- en lo profundo del lago se encuentra el antiguo pueblo de El Salto.[4] Salto norte es un pueblo sumergido en un lago que aún puede visitarse haciendo buceo, se puede visitar en el Dique Piedras Moras.  Este pueblo existió mucho antes que Almafuerte, pero en los '70 sus pobladores tuvieron que emigrar ya que se comenzó a construir el dique Piedras Moras
- Se puede hacer buceo y entrar en contacto con un pueblo entero que continúa sumergido. A unos 34 metros de profundidad se podrán recorrer algunas de sus calles y hasta observar la iglesia sumergida.  También se podrán apreciar algunas casas, el cementerio y hasta un puente. La estrella del recorrido es una vieja usina, a donde se pueden observar las maquinarias, la sala de tableros y el paredón antiguo del dique.[5]

### Circuito Histórico
comprende los edificios y lugares más relevantes de la localidad:
- Casco de la Estancia La Ventura : la construcción data de comienzos de la segunda década del siglo pasado. II propietario de la misma era el Dr. Pedro C Molina, fundador de la ciudad. La estancia tiene una superficie de 300 hectáreas. Estaba dividida en varios campos, los cuales contaban cada uno de ellos con casa y habitaciones para cada uno de los puesteros, a saber: casa de visitas, casa del chofer y casa de los cuidadores.

Díez de las hectáreas cercanas a la estancia estaban dedicadas a viñedos y su costado oeste estaba destinado a otros frutos. Estos cultivos estaban regados por una acequia que Molina hizo construir en 1886 y cuya toma de agua existía a 10 km. agua arriba del Río Tercero.  
- Los Cerritos: últimas estribaciones de las sierras de los Cóndores. Su constitución es piedra basáltica, por lo que en algún momento fue explotada para extraer material pétreo destinado a la construcción.

Fue que sirvió como descanso a las tropas del caudillo riojano Facundo Quiroga días previos a la batalla de Oncativo en 1830.
- Casa Carranza: antiguo casco de la estancia La Plata del Cerrillo, de Don Eugenio Carranza. Su construcción primitiva data del ano I885 aproximadamente. Funcionó como posta de mensajería y como uno de los primeros comercios de Ramos Generales de la zona.
- Canal Molina: su construcción demoró 6 años 1886-1892. Dentro de la infraestructura de su construcción existían, originariamente cinco acueductos y un túnel en roca viva que se realizó para lograr este propósito.

El trazado original de este canal de riego fue ideado por el Fundador de la Ciudad, el Dr. Pedro C. Molina. Se cuenta que él mismo realizó las mediciones y cálculos precisos y tuvo que ocupar mano de obra especializada para su construcción. En sus comienzos, su longitud era de 30 km aproximadamente, pues llegaba hasta la entrada de Río Tercero. Hoy llega a 12 km.
- Iglesia Apóstol San Pedro: su construcción responde al anhelo del Fundador de la Ciudad, cuyos bocetos se le atribuyen. Los Ing. Juan Kronfuss y Eduardo del Rosso trabajaron la construcción de la misma sobre líneas arquitectónicas, con fuertes detalles del estilo románico-italiano. La desaparición física del Dr. Pedro C. Molina hizo que la construcción se viese demorada.

A diferencia de otros templos de la zona, la Iglesia del Apóstol San Pedro presenta particularidades propias de una Catedral. En el Atrio del Templo descansan los restos del Fundador de la Ciudad.
- Museo Camiare: Funciona en la antigua Estación de Trenes, desde la década del '90. Allí existe una interesante cantidad de piezas arqueológicas y paleontológicas, como así también todo lo que existía en la Estación del Ferrocarril cuando estaba en funcionamiento, en pleno apogeo de la Ciudad.

## Comunicación local
TELEVISIÓN
- Canal 2 Cooperativo

RADIODIFUSIÓN (Por orden de aparición en el dial)
- FM Plus - FM 88.9 MHz
- FM Radio Amistad - FM 88.3 MHz
- FM Club - FM 89.5 MHz
- Radio Municipal Almafuerte - FM 91.1 MHz
- La 95 - FM 94.9 MHz
- MIX FM Almafuerte - FM 95.9 MHz
- La Morocha Radio - FM 99.1 MHz
- Milenium Radio - FM 99.7 MHz
- La Fonola - FM 107.7 MHz

## Parroquias de la Iglesia católica en Almafuerte
| Diócesis  | Villa María       |
| --------- | ----------------- |
| Parroquia | San Pedro Apóstol |